# Steven Soderbergh
Steven Andrew Soderbergh (IPA: /ˈsoʊdərbɜːrɡ/), född 14 januari 1963 i Atlanta i Georgia, är en amerikansk filmregissör, manusförfattare, producent, fotograf och klippare. Bland hans mest kända filmer finns Out of Sight (1998), Erin Brockovich (2000), Traffic (2000) och Ocean's Eleven-trilogin (Ocean's Eleven, 2001, Ocean's Twelve, 2004 och Ocean's Thirteen, 2007).
Steven Soderberghs genombrott kom 1989 med Sex, lögner och videoband som belönades med Guldpalmen vid Cannes filmfestival, 1989. Han var då 26 år och den yngsta som fått priset någonsin. Hans nästa framgång kom nio år senare, med filmen Out of Sight (1998) med George Clooney och Jennifer Lopez i huvudrollerna. Filmen spelade in över 77 miljoner dollar världen över. Vis Oscarsgalan 2001 nominerades Soderberg i kategorin Bästa regi för två filmer: Traffic och Erin Brockovich och vann för Traffic.

## Filmografi, i urval
- 1989 – Sex, lögner och videoband (regi och manus)
- 1991 – Kafka (regi)
- 1993 – King of the Hill (regi och manus)
- 1995 – Underneath (regi och manus)
- 1996 – Gray’s Anatomy (regi)
- 1998 – Out of Sight (regi)
- 1998 – Välkommen till Pleasantville (produktion)
- 1999 – The Limey (regi)
- 2000 – Erin Brockovich (regi)
- 2000 – Traffic (regi)
- 2001 – Ocean's Eleven (regi)
- 2002 – Full Frontal (regi)
- 2002 – Solaris (regi och manus)
- 2002 – Confessions of a Dangerous Mind (produktion)
- 2004 – Ocean's Twelve (regi)
- 2005 – The Jacket (produktion)
- 2005 – Good Night, and Good Luck. (produktion)
- 2005 – Syriana (produktion)
- 2006 – The Good German
- 2007 – Ocean's Thirteen (regi och produktion)
- 2009 – Che - Argentinaren (regi)
- 2009 – Che - Gerillaledaren (regi)
- 2009 – The Informant!
- 2009 – The Girlfriend Experience
- 2011 – Contagion (regi)
- 2012 – Magic Mike (regi, fotograf, klippning)
- 2013 – Side Effects
- 2013 – Mitt liv med Liberace (regi)
- 2014–2015 – The Knick (TV-serie)
- 2015 – Magic Mike XXL (produktion)
- 2017 – Logan Lucky (regi)
- 2018 – Mosaic (TV-serie)
- 2018 – Unsane
- 2019 – High Flying Bird
- 2019 – The Laundromat
- 2020 – Let Them All Talk
- 2021 – No Sudden Move
- 2022 – Kimi
- 2023 – Magic Mike's Last Dance (regi)
- 2023 – Full Circle (TV-serie)
- 2024 – Presence
- 2025 – Black Bag